# Preot Stelian Marinescu
Preotul Stelian Marinescu s-a născut în satul Poroinica, județul Dâmbovița, la data de 21 august 1888 într-o familie de țărani înstăriți. Dupa absolvirea școlii primare din satul natal s-a înscris la seminarul Nifon Mitropolitul, pe care l-a absolvit în anul 1910. A fost hirotonit preot la biserica din satul Câmpurelu, jud. Dâmbovița, în 1911 și este transferat la București în anul 1912 în cartierul Grivița, fiind ctitorul și primul preot paroh al bisericii Sfântu Gheorghe Grivița, biserică pe care a slujit-o timp de peste 60 de ani, până în momentul trecerii sale la cele veșnice în 1977. Pe lângă biserică, a fondat și Cimitirul Veșnicia Grivița (Străulești 1).
Mic de statură, dar puternic în misiunea sa, cu o mare forță de convingere, forță izvorâtă dintr-o profundă credință în Dumnezeu, preotul Stelian Marinescu a dus o importantă muncă de răspundere a Cuvântului Domnului în mediul muncitoresc al cartierului. A fost profesor de religie la Liceul Aurel Vlaicu (1924-1926) și la Școala de ucenici CFR (1926-1949). 
A susținut dezvoltarea tuturor proiectelor legate de cartier printre care: școala, grădinița ș.a. Viața sa a fost legată de existența bisericii, suferind sufletește când biserica a fost bombardată în anul 1944, contribuind cu trup și suflet la reconstrucția ei. Ușa casei sale a fost deschisă zi și noapte tuturor credincioșilor care aveau nevoie de alinare.
Viața de familie a fost desăvârșit armonioasă. A avut împreună cu soția sa (Cristina Micu) șapte copii, dintre care cinci fete și doi băieți. Una dintre fete a murit în adolescență. Copiii s-au ridicat prin studii: un inginer, un farmacist, un istoric de artă, un medic și un arhitect. A avut doisprezece nepoți, toți cu studii superioare: medici, arhitecți, istorici de artă, ingineri, profesori care sunt împrăștiați prin lume, la fel și mulți strănepoți.

Conștient de importanța socială a Bisericii, preotul Stelian a fost unul dintre fondatorii Băncii Populare, bancă ce a acordat credite populației nevoiașe a cartierului în anii crizei. Munca statornică pentru Biserica lui Hristos i-a fost răsplătită cu acordarea rangului de Preot Iconom Stavrofor, iar încrederea ierarhilor și a preoților i-a încredințat funcția de subprotoereu la Proteria I Capitală (1927-1944), în timpul arhipăstoriei patriarhilor Miron și Nicodim.
1. ↑  Ziarul Lumina. „Biserica Sf. Gheorghe Grivita”.
2. ↑  „Lăcașul salvat de ceferiști de la demolare”. ziarullumina.ro. Accesat în 10 mai 2023.